# ايرو إيه 35
ايرو إيه 35 (بالإنجليزية: Aero A.35)‏ هي طائرة خطوط جوية، تتسع لخمسة ركاب. أنتجت في تشيكوسلوفاكيا. من صناعة ايرو فودوتشودي.